# ハッピーボーイズ!
ハッピーボーイズ!とは、フジテレビ系列の水曜22:00～22:54までの複合バラエティ「水10!」枠で2002年4月10日から9月18日に放送されたバラエティ番組。

## 概要
当初は、ある職業の女性たちを招き、ハッピーな話やアンハッピーな話を聞き、トークを繰り広げるというものであった。しかし、次第にあるテーマの下に集まった、芸能人とトークをくりひろげるものとなっていた。2002年10月からは水曜19:00台に移動し「ハッピーボーイズアワー爆笑おすピー問題!」となり、ゴールデンに昇格した。

## 出演者
司会
- おすぎとピーコ
- 爆笑問題

アシスタント
- 春日由実アナウンサー

## 主なコーナー
- ハッピー円グラフ　ゲストに人生の出来事を円グラフで表してもらう。
- ハッピーワード　トークが一区切りした際のつなぎとして、邦楽の印象に残る歌詞を紹介する。

## スタッフ
- 構成：高須光聖、高橋洋二、鈴木おさむ、秋葉高彰、大井達朗、堀雅人、佐藤修
- スーパーバイザー：谷口秀一
- 音楽：小西康陽
- 技術：共同テレビ
  - TD：佐々木信一
  - SW：上村克志
  - CAM：寺本和美
  - VE：竹内貴志
  - AUD：斉藤哲史
- 照明：河村清太郎（フジテレビ）、宗像徹馬（FLT）
- 美術制作：井上明裕（フジテレビ）
- デザイン：深井誠之（フジテレビ）
- 美術進行：大野恭一郎
- 大道具：小林秀二
- アクリル：岩切盛浩
- 生花装飾：藤生由紀
- 編集：御代田祥一、神保和則（以上パッチワーク）
- MA：柳智隆（パッチワーク）
- 音響効果：小堀一（OKK）
- TK：水越理恵
- 編成：金井卓也、小中ももこ（共にフジテレビ）
- 連絡：小林琴美
- アドバイザー：原田冬彦（フジテレビ）
- AP：北口富紀子（フジテレビ）
- GP：佐藤義和（フジテレビ）
- FD：熊澤美麗、西村宗範（フジテレビ）、山下泰樹
- ディレクター：金子傑（フジテレビ）、河井二郎（共同テレビ）
- 演出：黒木彰一（フジテレビ）
- プロデューサー：大野高義（フジテレビ）
- チーフプロデューサー：荒井昭博（フジテレビ）
- 制作：フジテレビ制作センター
- 制作著作：フジテレビ

| フジテレビ系 水曜22時枠前半（水10!前半） | フジテレビ系 水曜22時枠前半（水10!前半） | フジテレビ系 水曜22時枠前半（水10!前半） |
| 前番組                                   | 番組名                                   | 次番組                                   |
| ---------------------------------------- | ---------------------------------------- | ---------------------------------------- |
| 明石家ウケんねん物語 ※22:00 - 22:54      | ハッピーボーイズ!                        | ワンナイR&R （第2期）                    |